# Субурбікон
«Субурбікон» (англ. Suburbicon) — американська кримінальна драмедія режисера, сценариста і продюсера Джорджа Клуні, що вийшла 2017 року. Стрічка розповідає про сім'ю, спокійне життя якої порушило вторгнення. У головних ролях Метт Деймон, Джуліанн Мур, Оскар Айзек.
Вперше фільм продемонстрували 2 вересня 2017 року на 74-ому Венеційському міжнародному кінофестивалі в Італії, а в Україні у широкому кінопрокаті показ фільму розпочався 16 листопада 2017 року.

## Опис
Події відбуваються у 1950-і роки. Зразкова сім'я, яка живе у тихому містечку Субурбікон, переживає вторгнення до їх сімейного гніздечка. Ця подія штовхає на найгірші вчинки в їх ідилічному житті — на шантаж, помсту та зраду.

## У ролях
| Актор          | Персонаж                  | Роль                          |
| -------------- | ------------------------- | ----------------------------- |
| Метт Деймон    | Гарднер Лодж              | батько Ніккі                  |
| Джуліанн Мур   | Роуз Лодж / Маргарет Лодж | близнючки                     |
| Ноа Джуп       | Нікі Лодж                 | син Гарднера та Роуз          |
| Ґленн Флешлер  | Іра Слоан                 | вбивця                        |
| Оскар Айзек    | Роджер                    | слідчий із страхових випадків |
| Річард Кайнд   | Джон Сірс                 |                               |
| Меган Фергюсон | Джун                      |                               |

## Створення фільму

### Знімальна група
- Кінорежисер — Джордж Клуні
- Сценаристи — Джордж Клуні, Джоел Коен, Ітан Коен, Грант Геслов
- Кінопродюсери — Джордж Клуні, Грант Геслов, Тедді Шварцман
- Виконавчі продюсери — Етан Ервін, Барбара А. Голл, Гал Садофф, Джоел Сілвер, Даніель Штайнман
- Композитор — Александр Деспла
- Кінооператор — Роберт Елсвіт
- Кіномонтаж — Стівен Мірріон
- Підбір акторів — Еллен Ченове
- Художник-постановник — Джеймс Д. Біссіль
- Артдиректор — Кріста Мунро
- Художник по костюмах — Дженні Іген[4].

### Виробництво
Знімання фільму відбувалося у місті Фуллертон, США і завершилось 14 жовтня 2016 року.

## Сприйняття

### Оцінки і критика
Від кінокритиків фільм отримав погано-змішані відгуки: Rotten Tomatoes дав оцінку 26 % на основі 180 відгуків від критиків (середня оцінка 4,8/10). Загалом на сайті фільм має погані оцінки, фільму зарахований «гнилий помідор» від фахівців, Metacritic — 42/100 на основі 46 відгуків критиків. Загалом на цьому ресурсі від фахівців фільм отримав змішані відгуки.
Від пересічних глядачів фільм отримав погані відгуки: на Rotten Tomatoes 25 % зі середньою оцінкою 2,3/5 (7 524 голоси), фільму зарахований «розсипаний попкорн», на Metacritic — 3,8/10 на основі 56 голосів, Internet Movie Database — 5,4/10 (8 028 голосів).
Юрій Самусенко з «Moviegram» написав, що «як справжній знавець своєї справи, режисер Клуні робить передусім переконливе акторське кіно, а вже потім — хитку розповідь про природу зла серед представників середнього класу». Кінооглядач видання «Новое Время» Валерій Мирний поставив фільмові оцінку 6 з 10 і написав: «у Джорджа Клуні вийшов дивний, місцями безглуздий фільм… це той випадок, коли те, що хотів сказати автор, важливіше за те, як він це сказав».

### Касові збори
Під час показу в Україні, що розпочався 16 листопада 2017 року, протягом першого тижня на фільм було продано 10 843 квитки, фільм був показаний на 42 екранах і зібрав 1 073 509 ₴ (40 520 $), що на той час дозволило йому зайняти 4 місце серед усіх прем'єр.

### Виноски
1. 1 2 3 4  Субурбікон. Артхаус Трафік. Архів оригіналу за 16 листопада 2017. Процитовано 16 жовтня 2017.
2. 1 2  Suburbicon: Release Info (англійською) . Internet Movie Database. Процитовано 5 жовтня 2017.
3. 1 2  Субурбікон. Kino-teatr.ua. Процитовано 16 жовтня 2017.
4. ↑  Suburbicon: Full Cast & Crew (англійською) . Internet Movie Database. Процитовано 5 жовтня 2017.
5. ↑  Brian Whitehead (26 жовтня 2016). Earlier this month, George Clooney found the quiet family town of Suburbicon in Fullerton (англійською) . The Orange County Register. Процитовано 16 листопада 2017.
6. 1 2  Suburbicon (англійською) . Rotten Tomatoes. Процитовано 18 листопада 2017.
7. 1 2  Suburbicon (англійською) . Metacritic. Процитовано 18 листопада 2017.
8. ↑  Suburbicon (англійською) . Internet Movie Database. Процитовано 18 листопада 2017.
9. ↑  Юрій Самусенко (20 листопада 2017). «Субурбікон». Передмістя жорстокості. «Moviegram». Архів оригіналу за 20 листопада 2017. Процитовано 20 листопада 2017. [Архівовано 2017-11-20 у Wayback Machine.]
10. ↑  Валерій Мирний (20 листопада 2017). Зробимо Америку великою знову. Рецензія на чорну комедію Джорджа Клуні — Субурбікон. Новое Время. Архів оригіналу за 21 листопада 2017. Процитовано 21 листопада 2017.
11. ↑  Suburbicon — Ukraine Weekend Box Office (англійською) . Box Office Mojo. Процитовано 22 листопада 2017.
12. ↑  Олексій Першко (21 листопада 2017). Бокс-Офіс 46 (2017): Без межі. Kino-teatr.ua. Архів оригіналу за 22 листопада 2017. Процитовано 22 листопада 2017.